# Mošnov (Bžany)
Mošnov (německy Moschen) je malá vesnice, část obce Bžany v okrese Teplice. Nachází se asi 1,5 kilometru jižně od Bžan. Mošnov leží v katastrálním území Lhenice u Bžan o výměře 3,78 km².

## Historie
První písemná zmínka o vesnici pochází z roku 1413.

## Obyvatelstvo
Při sčítání lidu v roce 1921 zde žilo 201 obyvatel (z toho 102 mužů), z nichž bylo 53 Čechoslováků a 148 Němců. Až na jednoho evangelíka a čtrnáct lidí bez vyznání se hlásili k římskokatolické církvi. Podle sčítání lidu z roku 1930 měla vesnice 189 obyvatel: 58 Čechoslováků a 131 Němců. Kromě dvou evangelíků a 34 lidí bez vyznání byli ostatní římskými katolíky.
|                                                                | 1869 | 1880 | 1890 | 1900 | 1910 | 1921 | 1930 | 1950 | 1961 | 1970 | 1980 | 1991 | 2001 | 2011 | 2021 |
| -------------------------------------------------------------- | ---- | ---- | ---- | ---- | ---- | ---- | ---- | ---- | ---- | ---- | ---- | ---- | ---- | ---- | ---- |
| Obyvatelé                                                      | 74   | 93   | 84   | 116  | 143  | 201  | 189  | 96   | 107  | 101  | 81   | 54   | 57   | 60   | 71   |
| Domy                                                           | 15   | 16   | 17   | 20   | 24   | 30   | 32   | 32   | —    | 24   | 24   | 25   | 25   | 25   | 26   |
| Počet domů z roku 1961 je zahrnut v domech místní části Bžany. |      |      |      |      |      |      |      |      |      |      |      |      |      |      |      |

## Obecní správa
Při sčítání lidu v roce 1869 Mošnov byl osadou obce Kostomlaty pod Milešovkou v okrese Teplice. V letech 1880–1950 byla uváděna jako část obce Lhenice, se kterým patřil nejprve do okresu Teplice, ale v letech 1900–1930 v okrese Duchcov a v roce 1950 v okrese Bílina. Od roku 1960 je částí obce Bžany v okrese Teplice.

## Pamětihodnosti
- Venkovská usedlost čp. 1